# The Internship
The Internship és una pel·lícula de comèdia nord-americana de 2013 dirigida per Shawn Levy, escrit per Vince Vaughn i Jared Stern, i produïda per Vaughn i Levy. La pel·lícula és protagonitzada per Vince Vaughn i Owen Wilson i és la segona pel·lícula que actuen junts després de protagonitzar la pel·lícula de 2005 Wedding Crashers. Part de la pel·lícula va ser rodada a les instal·lacions de l'Institut de Tecnologia de Geòrgia a Atlanta, Geòrgia. Ha estat subtitulada al català.

## Repartiment
- Vince Vaughn com a Billy McMahon.
- Owen Wilson com a Nick Campbell.
- Rose Byrne com a Dana.
- Max Minghella com a Graham Hawtrey.
- Joanna García com a Megan.[2]
- Dylan O'Brien com a Stuart Twombly.
- John Goodman[3] com a Sammy Boscoe.
- Jessica Szohr com a Marielena.
- Josh Brener com a Lyle Spaulding.
- Tobit Raphael com a Yo-Yo Santos.
- Bruno Amato com a Sal.
- B.J. Novak com a primer entrevistador.
- Aasif Mandvi com a Roger Chetty.
- Tiya Sircar com a Neha Patel.
- Josh Gad com a Andrew "Audífonos".
- Rob Riggle com a Randy.
- Will Ferrell com a Kevin Campbell.
- Sergey Brin (Cameo).

## Producció
La majoria de les escenes es van filmar a Atlanta, Geòrgia, i a l'Institut de Tecnologia de Geòrgia, on es va recrear un doble del Googleplex, ja que la companyia normalment no permet rodar al Googleplex real per raons de seguretat i productivitat. Vaughn va tenir la idea després de veure un segment de 60 Minuts sobre la cultura laboral de Google i, posteriorment, va portar la idea al director Shawn Levy. Google va acceptar treballar amb els productors de pel·lícules, i el seu fundador Larry Page va assenyalar que "la informàtica té un problema de màrqueting". Tot i que Reuters va informar que com a part de l'acord Google va demanar "control creatiu", Levy va negar que l'empresa estigués involucrada en el guió, insistint que Google només va ajudar des d'una perspectiva "tècnica". CNN va informar que l'estudi va donar "una mica de control" a Google sobre la representació dels seus productes.